# Calomyscus baluchi
Calomyscus baluchi е вид бозайник от семейство Мишеподобни хамстери (Calomyscidae).

## Разпространение
Видът е разпространен в Афганистан и Пакистан.